# GT Bicycles

GT Bicycles Logo

GT Bicycles Inc. (kurz GT, steht für Initialen des Gründers Gary Turner) war in seinen Anfängen ein amerikanischer Fahrradhersteller. Die Marke gehört heute zur niederländischen Pon Holdings.

## Geschichte
Die Geschichte von GT Bicycles begann in den 1970er Jahren in den USA. Gary Turner reparierte ursprünglich Trompeten und fuhr in seiner Freizeit Autorennen. Er spornte seinen Sohn an, an Radrennen teilzunehmen. Nachdem dieser mehrfach sein BMX-Rad zerstört hatte, lieh sich Turner von einem Freund eine Rohrbiegemaschine und konstruierte einen Rahmen, der sowohl haltbarer als auch steifer war als die damals erhältlichen Fahrradrahmen. Dies war der Start von GT Bicycles. Bald produzierte Turner in seiner Garage in Fullerton (Kalifornien) Fahrradrahmen. Schnell sprach sich in der lokalen BMXer-Szene herum, dass Turner Rahmen baute. Auf einem nahegelegenen BMX-Kurs lernte Turner Richard Long kennen. Long besaß einen Fahrradladen in Anaheim (Orange County) und die beiden Männer wurden Freunde.
Schließlich entwickelten Turner und Long eine Vision für die Gründung einer Rad-Firma, die die Bedürfnisse aller Altersgruppen befriedigen konnte und dabei gleichzeitig die Qualität sowie Haltbarkeit zu liefern in der Lage war, wie sie für BMX sowie Mountainbikes notwendig war. Da die Nachfrage nach Turners handgefertigten Rahmen nicht nachließ, entschieden die beiden, ihre eigene Firma ins Leben zu rufen. 1979 verkaufte Long seinen Fahrradshop und GT Bicycles (GT steht für die Initialen von Gary Turner) wurde gegründet. Erste erfolgreiche Teamfahrer waren Greg Hill (Race) und Eddie Fiola (Freestyle). Fiola entwickelte 1983 zusammen mit dem GT-Fahrer Bob Morales aus dem GT Race-Rad Mach One Pro Series das erste BMX-Freestyle-Rad von GT, den heute legendären Performer, der 1984 herauskam und zusammen mit dem Haro Freestyler das zu der Zeit einzige kaufbare BMX-Freestyle-Rad war. Das auffällig gebogene Unterrohr des Performer (damit auch mit Vorderradbremse eine 360 Grad-Drehung des Lenkers möglich wird), wurde zu einem Markenzeichen von GT und ließ die Verkaufszahlen stark ansteigen. Bob Morales verließ schließlich GT, um sich auf seine eigene Firma DYNO zu konzentrieren, während Eddie Fiola die wohl berühmteste und beliebteste BMX-Persönlichkeit der 1980er Jahre wurde. 1985 kaufte GT das BMX-Zubehör- und Bekleidungsunternehmen Dyno von Bob Morales. Der Name Dyno hat sich bis heute im Programm von GT erhalten. In der folgenden Dekade weiteten die beiden Partner ihre Produktlinie jenseits von Rädern für Jugendliche aus, mit dem Abebben des BMX-Trends setzte GT seinen Schwerpunkt auf den Bau von Mountainbikes. Mit dem „Zaskar“ baute GT sein erstes legendäres MTB.
Long und Turner führten GT Bicycles bis 1993 als besitzergeführtes Privatunternehmen. In diesem Jahr verkauften sie die Mehrheit der Anteile an die Bain Capital Company. Bain Capital ging 1995 mit der Firma an die US-Börse. Im Juli 1996 starb Richard Long bei einem Motorradunfall auf dem Weg zum NORBA-Rennen in Big Bear, Kalifornien. Beobachter sehen das Ereignis als Wendepunkt in der Firmengeschichte.
1997 produzierte GT Bicycles Fahrräder der Marken GT, Powerlite, Robinson und Dyno in Santa Ana und Huntington Beach, hatte etwa 700 Mitarbeiter und erzielte Erlöse von knapp 200 Millionen Dollar im Jahr. Gary Turner war zu diesem Zeitpunkt weiterhin in der Firma aktiv, beschäftigte sich jedoch hauptsächlich mit speziellen Designprojekten und trat bei Werbeveranstaltungen auf.
Durch den Unfalltod von Richard Long, der GT Bicycles bis dahin organisatorisch zusammengehalten hatte, geriet die Firma langsam in eine Schieflage, von der nach außen hin jedoch noch nichts sichtbar war, da die finanziellen Mittel nach wie vor reichlich vorhanden waren. Verkaufsvorgaben wurden nicht erreicht, Prognosen lagen falsch, die Auslieferung der Räder verzögerte sich und massive Rückrufaktionen fanden statt. Die Geschäftszahlen verschlechterten sich, sodass der Aktienkurs von GT fiel.
Im Sommer 1998 kaufte Questor, der Geldgeber von Schwinn Cycling & Fitness, die Firma GT Bicycles für 175 Millionen Dollar. Schwinn und GT Bicycles fusionierten zu einem globalen Konzern mit zwei nicht unbedeutenden Marken, die in einigen Bike- und Fitness-Segmenten eine gute Marktposition besaßen. Dennoch ging es mit dem Unternehmen wirtschaftlich weiter bergab. 1999 verlässt Gary Turner das Unternehmen.
Im Frühjahr 2001 wurde klar, dass Questor und die Banken entschieden hatten, sich zurückzuziehen. Investitionen wurden gestoppt und Zahlungen an Lieferanten sowie Subunternehmer eingestellt. Schwinn-GT Inc. meldete am 27. Juni 2001 Konkurs an. Das Unternehmen wurde durch das Konkursgericht für 86 Millionen Dollar an Pacific Cycle Inc., Madison, Wisconsin, verkauft. Dies bedeutete einen erheblichen Verlust für Questor und hatte einen negativen Einfluss auf die Branche. Unterlegener Konkurrent im Bietergefecht um GT-Schwinn war Huffy, Produzent vor allem von günstigen Bikes für den Massenmarkt. 2004 wurde Pacific Cycle Inc. wiederum von Dorel Industries, Montreal, Canada, gekauft. Zu Dorel Industries gehören auch die Fahrrad-Marken Cannondale (seit Anfang 2008) und Mongoose; das Schwinn-GT-Modellangebot wurde durch den erwähnten Kauf ebenso ein Teil des Portfolios des Dorel-Konzerns.
Im Oktober 2021 wurde Dorel Sports mit GT Bicycles an die niederländische Pon Holdings verkauft.